# Velika Drenova
Velika Drenova (em cirílico: Велика Дренова) é uma vila da Sérvia localizada no município de Trstenik, pertencente ao distrito de Rasina, na região de Zapadno Pomoravlje. A sua população era de 2349 habitantes segundo o censo de 2011.

## Demografia
| 1948 | 1953 | 1961 | 1971 | 1981 | 1991 | 2002 | 2011 |
| ---- | ---- | ---- | ---- | ---- | ---- | ---- | ---- |
| 3181 | 3196 | 3314 | 3217 | 3154 | 2959 | 2719 | 2349 |